# Emilio Dolcini
Emilio Dolcini (Voghera, 1946) è un giurista italiano, professore emerito di diritto penale presso l'Università degli Studi di Milano.

## Biografia
Alunno del Collegio Ghislieri, si è laureato in Giurisprudenza presso l'Università degli Studi di Pavia nel 1969, con una tesi di laurea in Diritto penale, relatore Cesare Pedrazzi. Nel 1980 è diventato professore ordinario di diritto penale nella facoltà di giurisprudenza dell'Università degli Studi di Sassari. L'anno successivo si è trasferito all'Università di Pavia rimanendovi sino al 1988. Nel 1989 ha avuto la cattedra di diritto penale presso l'Università degli Studi di Milano, dove è stato direttore dell'Istituto di Diritto penale, del Dipartimento di Scienze giuridiche Cesare Beccaria, membro del Senato accademico e Garante degli studenti e dei dottorandi.
È direttore responsabile della Rivista italiana di diritto e procedura penale edita da Giuffrè FL.
È condirettore della collana Itinerari di diritto penale, edita da Giappichelli, e del Trattato di diritto penale, parte speciale, edito dalla CEDAM.
Fa parte del comitato scientifico di numerose riviste italiane e straniere.
Oltre ad aver posto la propria attenzione allo studio della teoria del reato e della pena, Dolcini si è interessato anche allo studio del sistema carcerario, dei delitti contro la pubblica amministrazione e del biodiritto. Ha collaborato a lungo con Giorgio Marinucci, con cui ha condiviso numerose pubblicazioni. Attualmente collabora con Gian Luigi Gatta. Le sue monografie ed i suoi manuali sono considerati testi di riferimento da parte della dottrina.

## Pubblicazioni
- La commisurazione della pena. La pena detentiva, Padova, Cedam, 1979.
- Il carcere ha alternative? Le sanzioni sostitutive delle detenzione breve nell'esperienza europea, Milano, Giuffré, 1989 (in collaborazione con C.E. Paliero).
- O direito penal bancario, Curitiba (Paranà, Brazil), Jurua, 1992 (in collaborazione con C.E. Paliero).
- Fecondazione assistita e diritto penale, Milano, Giuffrè, 2008.
- Corso di diritto penale, 1ª ed., I, Nozione, struttura e sistematica del reato, Giuffrè, Milano, 1995 (in collaborazione con Giorgio Marinucci).
- Corso di diritto penale, 2ª ed., I, Le fonti. Il reato: nozione struttura e sistematica,Giuffrè, Milano, 1999 (in collaborazione con Giorgio Marinucci).
- Corso di diritto penale, 3ª ed., I., Le norme penali: fonti e limiti di applicabilità. Il reato: nozione, struttura e sistematica, Giuffrè, Milano, 2001  (in collaborazione con Giorgio Marinucci)
- Diritto penale,  parte generale, Giuffrè, Milano, 2002, (in collaborazione con Giorgio Marinucci).
- Manuale di diritto penale, parte generale, Giuffrè, Milano, 1ª ed., 2004; 6ª ed., 2017 (in collaborazione con Giorgio Marinucci).
- Manuale di diritto penale, parte generale, Giuffrè FL, Milano, 7ª ed., 2018; 11ª ed., 2022 (in collaborazione con Giorgio Marinucci e Gianluigi Gatta)
- Diritto penale in trasformazione, Giuffrè, Milano, 1985, (in collaborazione con Giorgio Marinucci)
- Studi di diritto penale, Giuffrè, Milano, 1991 ( in collaborazione con Giorgio Marinucci).
- Codice penale commentato, IPSOA, Milano, 1ª ed., 1999; 3ª ed., 2011 (in collaborazione con Giorgio Marinucci).
- Codice penale commentato, Wolters Kluwer, Milano, 4ª ed., 2015; 5ª ed., 2021 (in collaborazione con Gianluigi Gatta).
- Codice penale e leggi complementari, I Blu Giuffrè, 1ª ed., 2015; 7ª ed., 2021  (in collaborazione con Gianluigi Gatta).
- E. Dolcini, E. Fassone, D. Galliani, P. Pinto de Albuquerque, A. Pugiotto, Il diritto alla speranza. L’ergastolo nel diritto penale costituzionale, Torino, Giappichelli, 2019.
- E. Dolcini, F. Fiorentin, D. Galliani, R. Magi, A. Pugiotto, Il diritto alla speranza davanti alle corti. Ergastolo ostativo e articolo 41-bis, Torino, Giappichelli, 2020.
- E. Dolcini, A. Della Bella (a cura di), Le misure sospensivo-probatorie. Itinerari verso una riforma, Milano, Giuffrè, 2020.